# Stare Tychy
Stare Tychy – dzielnica Tychów, która jest najstarszą częścią miasta.
Przed rozbudową miasta w latach 50. XX w. stanowiła jego centrum. Tutaj, około 1480 r., wybudowany został pierwszy niewielki kościół w Tychach – św. Marii Magdaleny. Znajduje się tu również Browar Książęcy założony w 1629 r. oraz Bank Spółdzielczy w Tychach założony w 1900 r. W tej dzielnicy pojawił się również pierwszy dworzec kolejowy i pierwsze kino w Tychach „Halka”. W tej dzielnicy znajduje się też Teatr Mały – jedyny teatr w mieście. Na terenie tamtejszego Browaru Książęcego znajduje się Tyskie Muzeum Piwowarstwa oraz Muzeum Miejskie.
Atrakcją starotyskiego rynku jest fontanna z wydrami. Przy rynku znajduje się rzymskokatolicki kościół św. Marii Magdaleny.
Dzielnica graniczy z Czułowem, Radziejówką, Mąkołowcem, Wilkowyjami, Śródmieściem oraz Wartogłowcem.

## Tranzyt
Przez dzielnicę przebiega droga krajowa nr 44 oraz al. Bielska i ul. Katowicka umożliwiające dojazd do Katowic i Pszczyny (przez Kobiór).

## Galeria

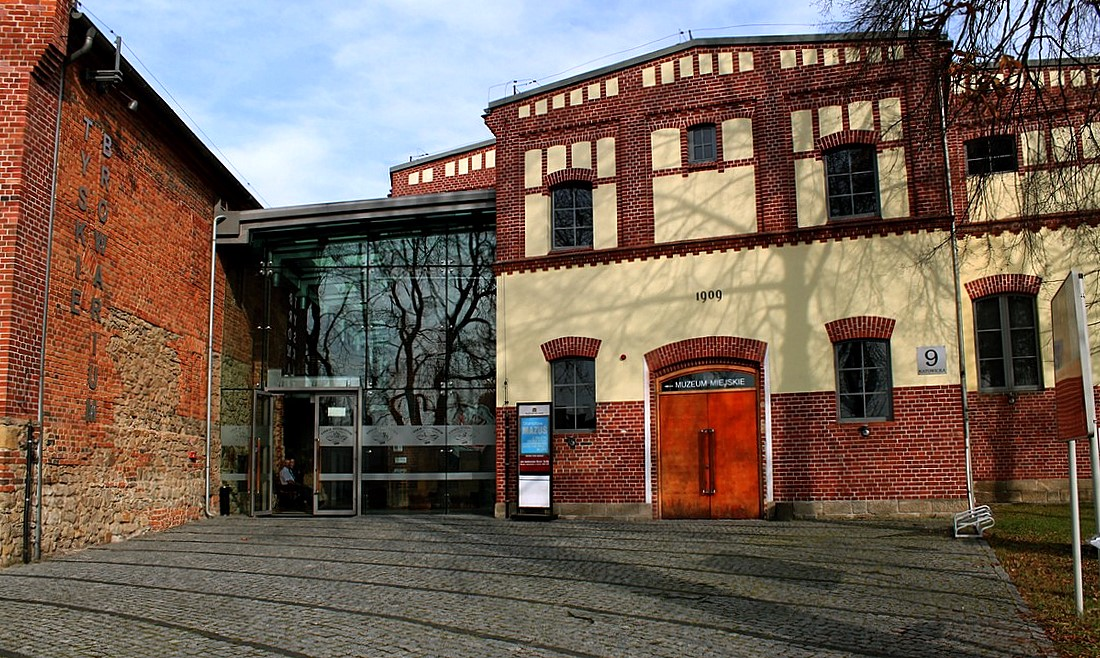
Stare Tychy, Browar – muzeum miejskie
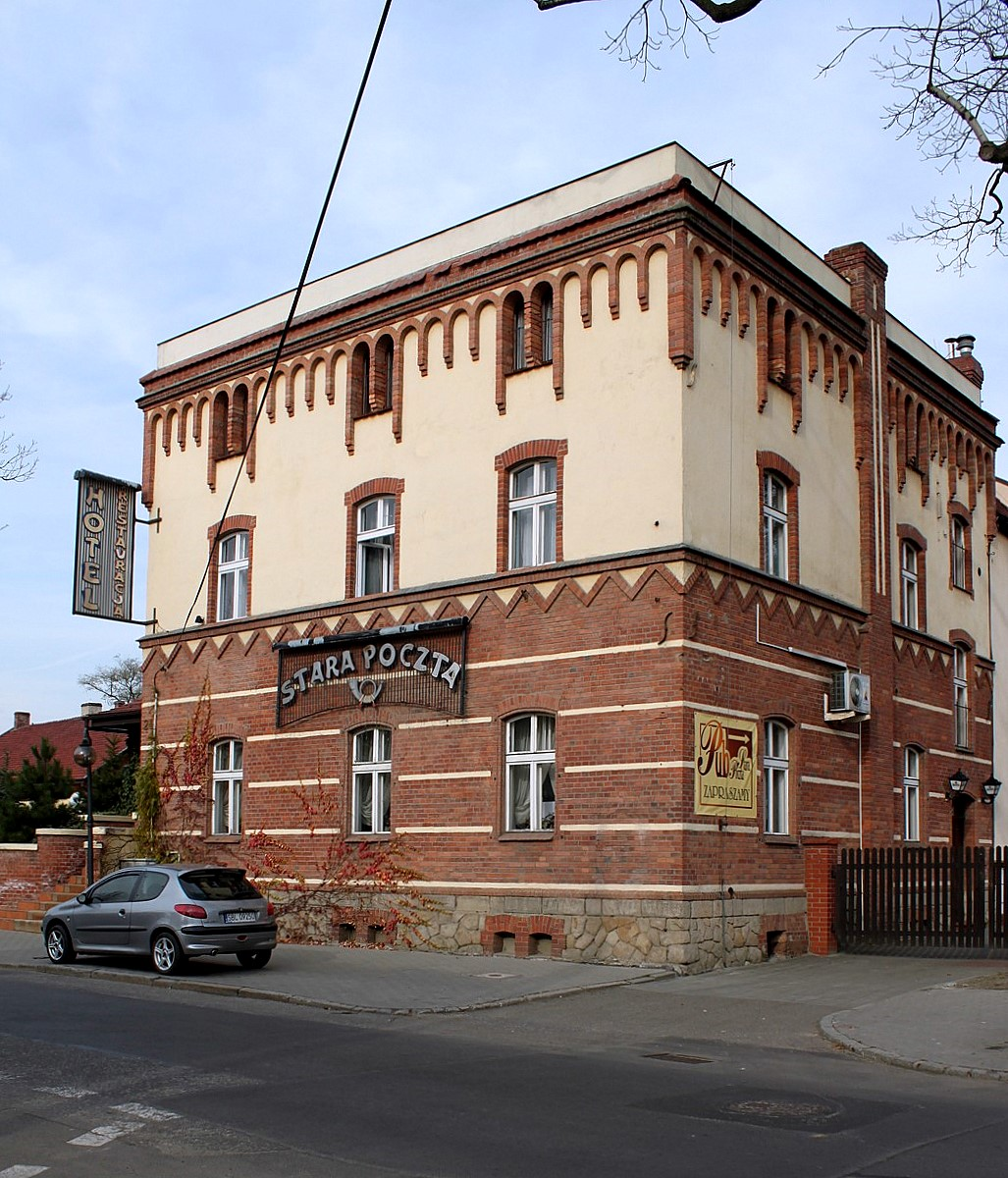
Stare Tychy – poczta
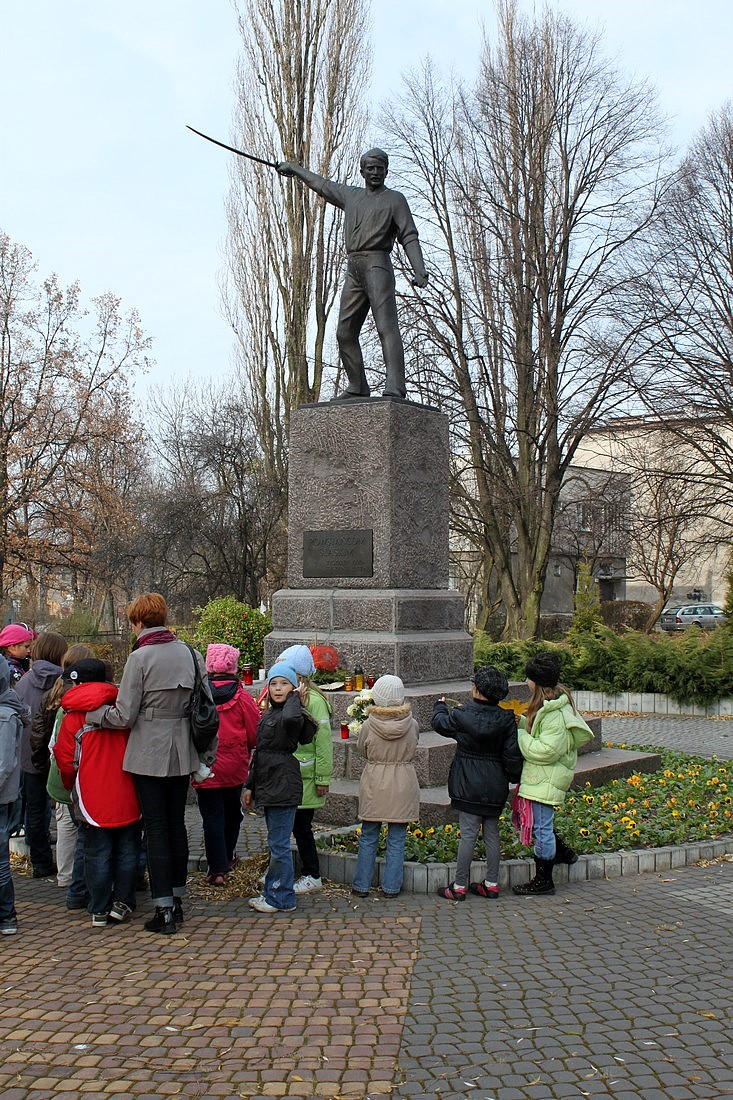
Stare Tychy – pomnik Powstańca Śląskiego